# Heteroscyphus wettsteinii
Heteroscyphus wettsteinii là một loài Rêu trong họ Geocalycaceae. Loài này được Schiffner mô tả khoa học đầu tiên năm 1910.